# شاروخية (بوزي)
شاروخية (بالفارسية: شاروخیه) هي منطقة سكنية تقع في إيران في قسم بوزي الريفي. يقدر عدد سكانها بـ 132 نسمة بحسب إحصاء 2016.